# Budova KEK

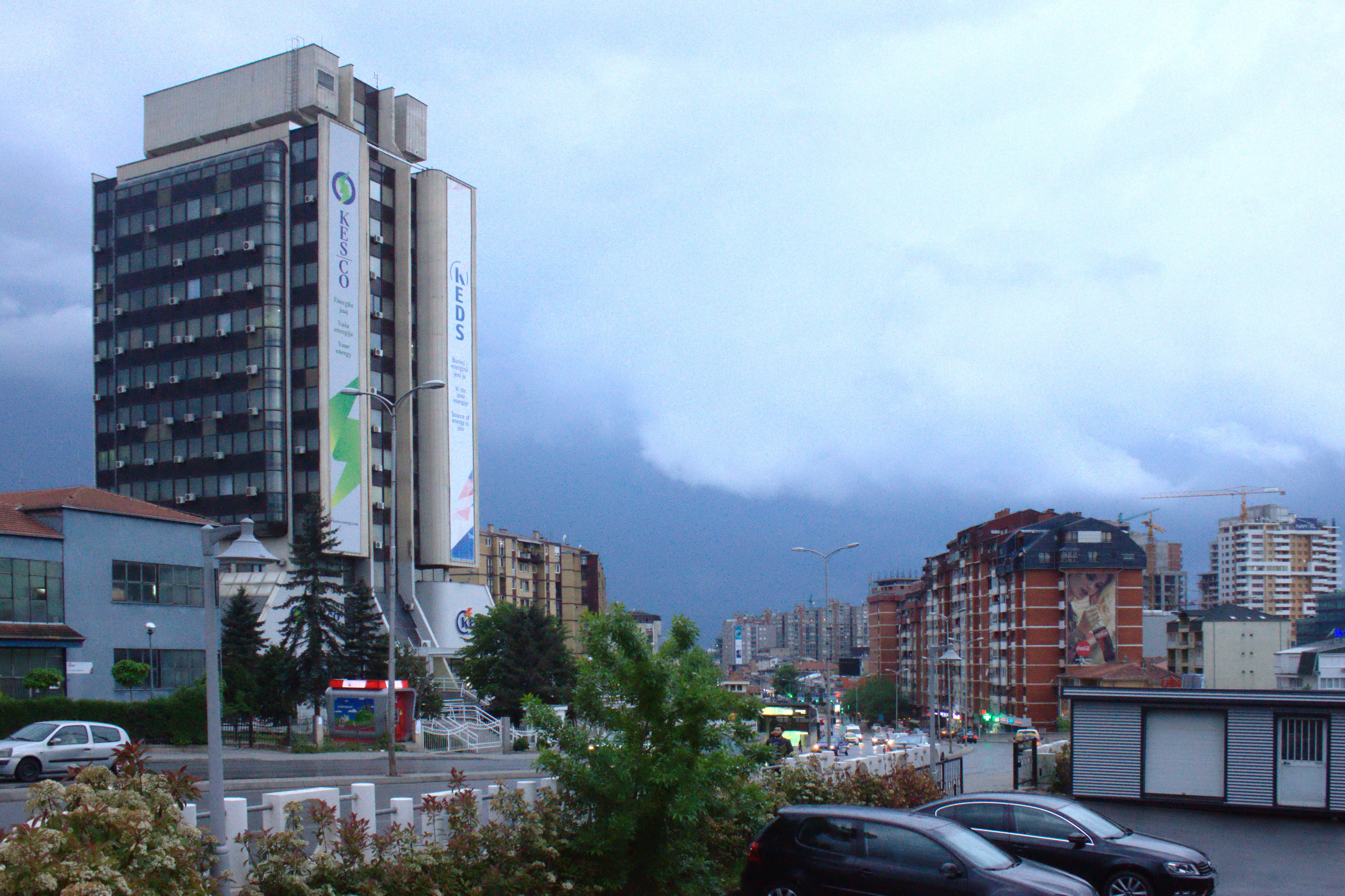
Budova se sousední zástavbou.

Budova KEK (zkr. z albánského Korporata Energjetike e Kosovës, budova státní energetické společnosti), se nachází v metropoli Kosova, Prištině, na rohu ulic Isla Boletini a Bil Klinton. Jedná se o jednu z mála výškových budov v Prištině, která byla vybudována v dobách existence socalistické Jugoslávie. 

## Historie
Výšková budova je nápadná především díky kontrastu bílého obkladu a tmavým panelům, stejně jako nápadně zkoseným stěnám u prvních třech pater. Má půdorys bloku orientovaného v use ulice Isla Boletini. Vystavěna byla v letech 1978 až 1984 podle návrhu srbského architekta Dragana Kovačeviće. Kovačević vyhrál se svým týmem architektů veřejnou soutěž vypsanou v roce 1977.
Mezi místním obyvatelstvem si získala přezdívku Lepa Brena, podle tehdejší populární jugoslávské zpěvačky.